# Яренский уезд

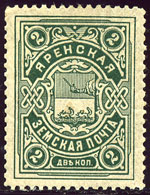
Дореволюционная земская марка. Яренский уезд

Я́ренский уе́зд — административная единица в России, существовавшая до 1924 года, входившая в состав Сибирской губернии, Архангелогородской губернии, Вологодского наместничества, Вологодской губернии и Северо-Двинской губернии. Центр — город Яренск.

## География
Яренский уезд занимал среднюю часть северо-восточной оконечности Вологодской губернии, по обе стороны реки Вычегды, главным образом по правому её берегу, её притоку реки Выми и реки Вашка. Граничил с Сольвычегодским, Кеврольским, Устюжским, Пустозерским и Мезенским уездами.
Весь Яренский уезд представлял сплошное лесное пространство, перемежавшееся обширными болотами, откуда брали начало притоки Вычегды и Мезени, водораздел между которыми шёл с юго-запада на северо-восток посредине уезда. Часть последнего, по реке Важке (Вашке), носила название «Удорский край», который более тяготел к Мезени. Сообщение его с южной частью уезда и уездным городом летом было очень затруднено, и только зимой, когда болота замерзали, открывался более короткий путь для сообщения между частями уезда.
Южная часть уезда пересекалась рекой Вычегдой на протяжении около 200 км; в неё впадало много притоков, из них наиболее значительна река Вымь (320 км). Больших озёр не было, а существовавшие находились в долине Вычегды, из них самые значительные — Княжинское (3 км длиной и 1 км шириной), Елты (5 км длиной и 320 м шириной) и Синдорское (8,5 км длиной и 4 км шириной), лежавшее на границе с Усть-Сысольским уездом. Болот было много и большинство их были обширны, особенно большие пространства были заняты почти сплошными болотами в верховьях рек Яренги и Лоптюги, где они тянулись на 100 км. Площадь уезда в 1897 году составляла 58,1 тыс. км². На долю Яренского уезда до 1790 года приходилось более половины площади Вологодской губернии.

## История
Территория Яренского уезда складывалась и изменялась на протяжении столетий. К 1481 году относится первое описание (дьяком Иваном Гавриловым) Перми Вычегодской, имевшей административно-территориальный статус земли. Начало формирования этой земли относится к 1451 году, ко времени назначения сюда наместников великого князя Московского Василия II Тёмного. В неё входили селения по Вычегде (кроме низовья) и её притокам: Яренге, Выми, Сысоле, Верхней Мезени и её притоку Вашке, Верхней Печоре. С 1502 года, когда Иван III перевёл князя Вымского Фёдора на Печору, единого административного управления этой землёй не было и как административная единица она фактически не существовала. В XVI веке основной единицей административно-территориального деления Русского государства стал уезд, постепенно сменивший прежние земли (этот процесс продолжался до начала XVII века). К бывшей Перми Вычегодской термин «уезд» стал применяться с середины XVI века: в 1546 году впервые в документах отмечен «Вычегодский уезд», позднее употреблялись также термины «Вымский уезд» и «Еренский городок и уезд». На территории Вычегодского уезда в 1580-х годах было 8 крупных земель-волостей: Вычегодская земля, Плесовская волость, Сысольская волость, Усть-Вымская вотчина (она же Владычная волость, принадлежавшая епископам Пермским), Вымская земля, волость Ужга, Удора и Глотова Слободка.
Грамота Ивана IV 1582 года выделяет на территории бывшей Перми Вычегодской (Вычегодского уезда) четыре относительно самостоятельных административно-территориальных образования: «Вычегду Еренского городка», Вымь, Сысолу и Удору (они упомянуты ещё в завещании Ивана III в 1505 году). Каждый из этих четырёх крупных округов управлялся выборными лицами — сотниками. Совокупность этих округов в грамоте именуется «Еренский (Яренский) городок и уезд», а жители — «вычегжанами».
В 1606 году в Еренский городок царём Василием Ивановичем Шуйским был впервые послан воевода — Василий Яковлевич Унковский. Еренский городок стал центром Еренского (с конца XVII века — Яренского) уезда.
В 1708 году, в ходе административной реформы Петра I, Яренский уезд вместе с Хлыновским уездом был отнесён к Сибирской губернии. С 1715 года доля (счётная единица при учёте населения) стала, вместо уезда, территориальным округом во главе с ландратом (одной из главных задач которых являлось проведение новых переписей населения). Приказную избу в Яренске заменила ландратская канцелярия.

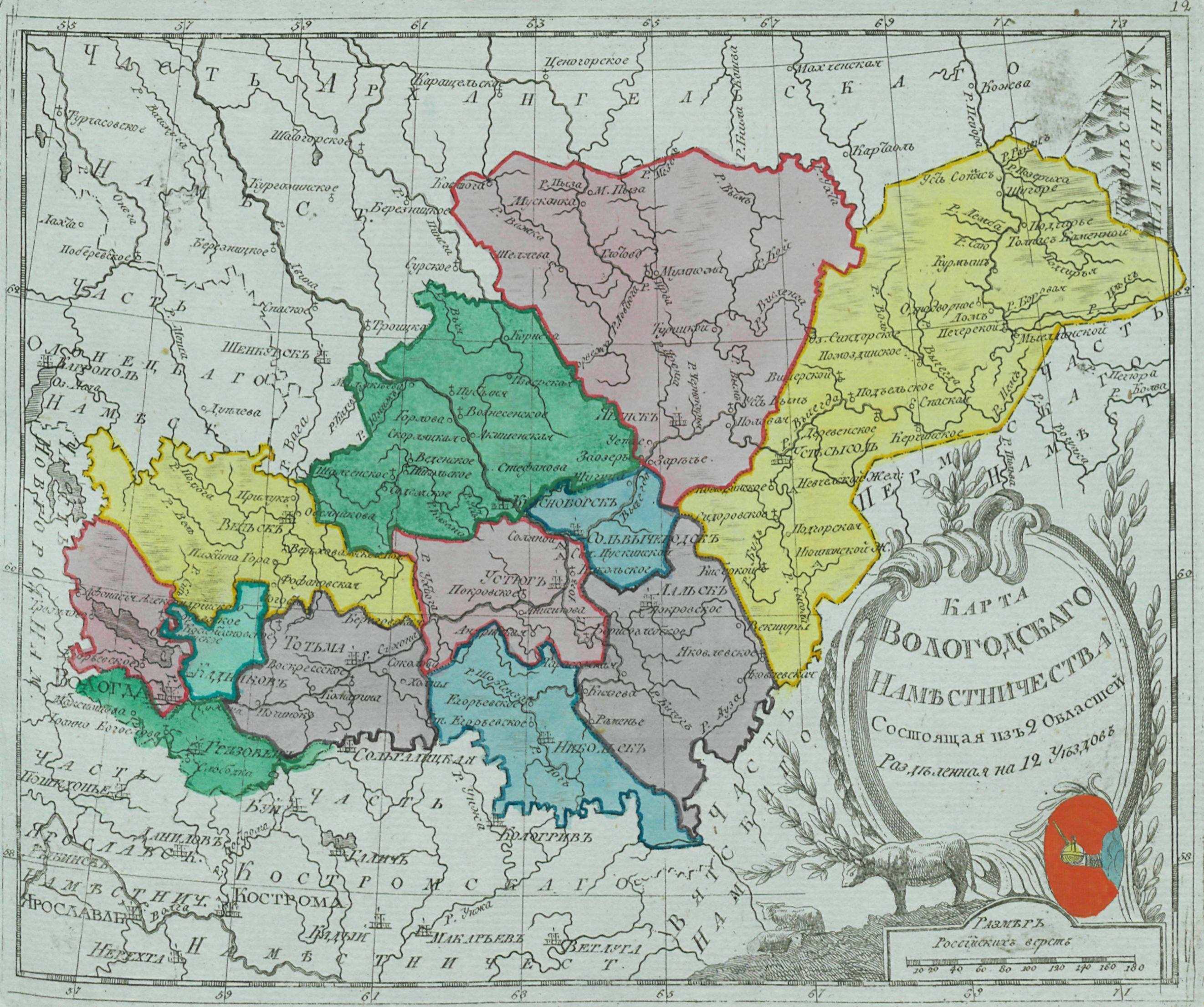
Яренский уезд, 1792 год

В 1719 году, при разделении губерний на провинции, Яренская доля была переименована в Яренский дистрикт, который был приписан к Великоустюжской провинции Архангелогородской губернии, в составе которой уезд и оставался до упразднения провинций в 1775 году (в 1727 году дистрикты были упразднены и вновь введены уезды). В 1707 году в Яренском уезде насчитывалось 43 волости, в 1710 году — 44, в 1719 году — 58, в 1747 году — 62 волости. В 1780 году Яренский уезд отошёл к Великоустюжской области Вологодского наместничества, при этом из него выделили Усть-Сысольский уезд (29 волостей), а Пысская волость отошла к Мезенскому уезду. Четыре нижневычегодские волости Яренского уезда (Пустынская, Чакульская, Урдомская и Сойгинская) отошли к Сольвычегодскому уезду. В Яренском уезде осталось 24 волости, из них 10 нижневычегодских с русским населением, Серёговская и Окводская со смешанным коми-русским населением и 12 волостей на Удоре, Выми и средней Вычегде, где жили коми. Во главе уезда стоял капитан-исправник. С 1796 года уезд входит в состав Вологодской губернии.
С 1797 года в Яренском уезде осталось пять укрупнённых волостей: Ленская (объединившая русские нижневычегодские селения), Шежемская, Усть-Вымская, Турьинская и Венденгская. В 1837 году уезд разделили на два полицейских стана: в первый стан вошли Вычегодские волости (становой пристав находился в Гаме), во второй стан — Вашка, Мезень и Вымь (с центром в Глотово). По положению от 1 января 1864 года создавались выборные от всех сословий органы местного самоуправления — губернские и уездные земские собрания — распорядительный орган, и управы — исполнительный орган. Открытие первого земского собрания состоялось 24 сентября 1869 года. Яренское земство состояло из 15 гласных, избираемых от сельских обществ. Земское собрание избирало председателя земской управы и двух его заместителей (членов управы) и утверждало завотделов земской управы. Яренское земство существовало до августа 1918 года, когда власть перешла к Совету крестьянских депутатов. В 1864 году в уезде насчитывалось 6 волостей, в 1885 году — 7, в 1890 году — 13, в 1912 году — 21. В 1911 году из Ленской волости 1-го стана выделены Иртовская, Козьминская и Софроновская волости. К 1915 году некоторые волости вновь разукрупнили, и в уезде стало 22 волости.
В 1918 году Яренский уезд был передан в Северо-Двинскую губернию, а Важгортская и Чупровская волости были переданы из Яренского уезда в Усть-Вашский уезд Архангельской губернии. В 1921 году часть уезда с преимущественно коми населением отошла к Автономной области Коми (Зырян), в составе уезда остались русские волости (Софроновская, Иртовская, Ленская, Суходольская, Козьминская и Серёговская). В 1924 году уезд был упразднён, на его месте образован Ленский район; несмотря на переименование, административный центр района остался в Яренске.

## Административное деление
Волости и волостные центры на 1893 год:
I стан
1. Айкинская волость — Айкинская (Айкино)
2. Жешартская волость — Жешарт
3. Коквицкая волость — Коквицкое (Коквицы)
4. Ленская волость — Лена (Ленское). Из неё в 1911 году были выделены:
  1. Иртовская волость — Ирта
  2. Козьминская волость — Козьмино
  3. Софроновская волость — Софроновка

II стан
1. Важгортская волость — Важгорт
2. Глотовская волость — Глотово
3. Ёртомская волость — Ёртом
4. Княжпогостская волость — Княжпогост
5. Разгортская волость — Разгортское
6. Серёговская волость — Серёгово
7. Серёгово-Горская волость — Серёговская Гора
8. Турьинская волость — Турья
9. Часовская волость — Часово

К 1914 году появилась ещё Селибская волость (ныне деревня Сёльыб).

## Демография
Население Яренского уезда по переписной книге 1678 года составляло 11 196 человек.
Уезд принимал участие в переписи 1710 года, но её материалы сохранились не полностью.
По данным переписи 1897 года в уезде проживало 45 832 человека. В том числе коми-зыряне — 68,9 %; русские — 30,9 %. В городе Яренске проживало 993 человека.
В 1915 году в 16 волостях с зырянским населением было 44 393 человека (72 %), а в 6 волостях с русским населением (Софроновской, Иртовской, Ленской, Суходольской, Козьминской и Серёговской) было 17 117 человек (28 %).